# ناحیه الجرنیه
ناحیه الجرنیه (به عربی: ناحیة الجرنیة) یک ناحیه در سوریه است که در منطقه الثوره واقع شده‌است. ناحیه الجرنیه ۳۱٬۷۸۶ نفر جمعیت دارد و ۳۷۱ متر بالاتر از سطح دریا واقع شده‌است.